# Coppa J.League 1999
La J.League Cup 1999 (o Coppa Yamazaki Nabisco 1999), la Coppa di Lega nipponica di calcio, venne vinta dai Kashima Antlers.
A questa competizione hanno preso parte tutte le squadre di J.League.

## Formula
Alla manifestazione parteciparono 26 squadre che si sfidarono in gare di andata e ritorno a eliminazione diretta con finale unica a Tokyo.

## Risultati

### Primo turno
| Squadra #1        | Squadra #2          | Andata | Ritorno |
| ----------------- | ------------------- | ------ | ------- |
| Consadole Sapporo | Avispa Fukuoka      | 1-0    | 0-3     |
| Albirex Niigata   | Kashiwa Reysol      | 0-3    | 0-2     |
| Sagan Tosu        | Cerezo Osaka        | 0-3    | 0-2     |
| Montedio Yamagata | Kyoto Purple Sanga  | 0-5    | 1-4     |
| Ventforet Kofu    | Verdy Kawasaki      | 0-2    | 1-1     |
| FC Tokyo          | Vissel Kōbe         | 1-1    | 2-1     |
| Omiya Ardija      | Yokohama F·Marinos  | 1-1    | 0-3     |
| Vegalta Sendai    | Sanfrecce Hiroshima | 1-2    | 1-4     |
| Kawasaki Frontale | Gamba Osaka         | 1-3    | 1-0     |
| Oita Trinita      | Shonan Bellmare     | 2-1    | 0-0     |

### Secondo turno
| Squadra #1          | Squadra #2         | Andata | Ritorno |
| ------------------- | ------------------ | ------ | ------- |
| Verdy Kawasaki      | Nagoya Grampus     | 0-3    | 2-4     |
| Cerezo Osaka        | Kashiwa Reysol     | 0-2    | 2-1     |
| Sanfrecce Hiroshima | Yokohama F·Marinos | 2-3    | 0-1     |
| Oita Trinita        | Urawa Reds         | 1-0    | 1-3     |
| FC Tokyo            | JEF United         | 1-2    | 4-1     |
| Kyoto Purple Sanga  | Shimizu S-Pulse    | 1-0    | 0-2     |
| Gamba Osaka         | Kashima Antlers    | 1-1    | 0-1     |
| Avispa Fukuoka      | Júbilo Iwata       | 1-1    | 0-1     |

### Quarti di finale
| Squadra #1         | Squadra #2      | Andata | Ritorno |
| ------------------ | --------------- | ------ | ------- |
| Kashiwa Reysol     | Júbilo Iwata    | 1-1    | 2-0     |
| Nagoya Grampus     | Shimizu S-Pulse | 3-2    | 0-0     |
| Yokohama F·Marinos | FC Tokyo        | 0-3    | 2-0     |
| Urawa Reds         | Kashima Antlers | 2-0    | 0-3     |

### Semifinali
| Squadra #1      | Squadra #2     | Andata | Ritorno |
| --------------- | -------------- | ------ | ------- |
| Kashima Antlers | FC Tokyo       | 2-0    | 1-1     |
| Nagoya Grampus  | Kashiwa Reysol | 1-3    | 2-1     |

### Finale
| Tokyo 3 novembre 1999 | Kashiwa Reysol       | 2 – 2 (d.t.s.)                            | Kashima Antlers | National Stadium (35,238 spett.) |
| \| \| \| \| \| Harutaka Ōno 6’ Takeshi Watanabe 89’ \| Marcatori \| 62’ Bismarck 64’ Toshiyuki Abe \| \| Shimotaira Kato Kitajima Sakai Ono Hagimura \| Tiri di rigore 5 – 4 \| Abe Suzuki Honda Soma Narahashi Ogasawara \| |                      |                                           |                 |                                  |
| |                      |                                           |                 |                                  |
| Harutaka Ōno 6’ Takeshi Watanabe 89’ | Marcatori            | 62’ Bismarck 64’ Toshiyuki Abe            |                 |                                  |
| Shimotaira Kato Kitajima Sakai Ono Hagimura | Tiri di rigore 5 – 4 | Abe Suzuki Honda Soma Narahashi Ogasawara |                 |                                  |

## Premi
- MVP: Takashi Watanabe -  Kashiwa Reysol
- Premio "Nuovo Eroe": Yukihiko Sato -  FC Tokyo